# انتشارات سخن
انتشارات سخن یکی از ناشران ایرانی است که در حوزه‌های تاریخ، علوم اجتماعی و علوم انسانی، فرهنگ و ادبیات فعالیت دارد.مدیریت این انتشارات بر عهدهٔ علی‌اصغر علمی است.تاکنون ۱۲ عنوان کتاب از انتشارات سخن به عنوان کتاب سال شناخته شده‌است.
1. متن و شرح مثنوی مولانا جلال‌الدین محمد بلخی، هفت جلد، محمد استعلامی
2. نخبگان سیاسی ایران، چهار جلد، زهرا شجیعی
3. نفحات الانس، تصحیح محمود عابدی
4. تاریخ ادبیات ایران پیش از اسلام، احمد تفضلی
5. فرهنگ واژه‌نمای حافظ، مهین‌دخت صدیقیان با همکاری ابوطالب میرعابدینی
6. زبانشناسی نظری، محمد دبیرمقدم
7. زبان‌های ایران، ی تألیف یوسیف م. ارانسکی، ترجمهٔ علی‌اشرف صادقی
8. فرهنگ بزرگ سخن، هشت جلد، به سرپرستی حسن انوری
9. صهبای خرد، تألیف مهدی امین رضوی، ترجمهٔ مجدالدین کیوانی
10. زبان عرفان، تألیف علیرضا فولادی
11. تاریخ بیهقی، دو جلد، مقدمه، تصحیح و تعلیقات از محمدجعفر یاحقی و مهدی سیّدی
12. داستان پیامبران در کلیات شمس، تألیف تقی پورنامداریان[۳]

همچنین انتشارات سخن در سالهای ۱۳۸۶، ۱۳۸۷، ۱۳۸۸، ۱۳۹۱ و ۱۳۹۲ به‌عنوان بهترین ناشر سال برگزیده شده‌است.
نشر سخن در سال‌های اخیر دست به انتشار رمان‌های عامه‌پسند از جمله رمان‌های هما پوراصفهانی زده است. این رمان‌ها معمولا میان مخاطبانشان پرطرفدار و محبوب است. 